# Kolbotorp och Repagärdet
Kolbotorp och Repagärdet var en av SCB avgränsad och namnsatt småort i Örebro kommun i Närke. Småorten omfattar bebyggelse väster om Glanshammar och öster om Rinkaby i Rinkaby socken. Vid 2015 års småortsavgränsning hade orten vuxit samman med Rinkabys småort.